# أيساك أجزن
أيساك أجزن (Icek Ajzen) (1942) عالم نفسي اجتماعي، وأستاذ فخري في جامعة ماساتشوستس أمهيرست، حصل على درجة الدكتوراه من جامعة إلينوي في أوربانا شامبين، واشتهر بعمله مع مارتن فيشبين على نظرية السلوك المخطط. تم تصنيف أجزن كأكثر العلماء الفرديين تأثيرًا في علم النفس الاجتماعي من حيث تأثير البحث التراكمي، وفي عام 2013، حصل على جائزة العلماء المتميزين من جمعية علم النفس الاجتماعي التجريبي. أثرّت أبحاثه على عدد من المجالات مثل الإعلان وعلم النفس الصحي وعلم النفس البيئي، وقد تم الاستشهاد بأبحاثه نحو 280.000 مرة.